# Torre del rey Alfredo
La torre del rey Alfredo, también conocida como torre de Alfredo el Grande o torre Stourton, es una torre de fantasía o capricho. Se encuentra en la parroquia de Brewham en el condado inglés de Somerset (aunque la torre misma se encuentra en Wiltshire), y fue construida como parte de la propiedad y paisaje de Stourhead. La torre se encuentra en Kingsettle Hill y pertenece a la Fundación Nacional para Lugares de Interés Histórico o Belleza Natural, en la lista de grado I.
Henry Hoare II planeó la torre en los años 1760 para conmemorar el fin de la Guerra de los Siete Años contra Francia y el ascenso de Jorge III cerca de la ubicación de la 'piedra de Egberto', donde se cree que Alfredo el Grande, rey de Wessex, se reunió con los sajones en mayo de 878 antes de la importante Batalla de Edington. La torre sufrió graves daños por el choque de un avión en 1944 y fue restaurada en los años 1980.
La torre triangular de 49 m de altura tiene un centro hueco y se sube a su cima mediante una escalera de caracol en uno de los salientes de las esquinas. Incluye una estatua del rey Alfredo y una inscripción dedicatoria sobre la puerta de entrada.

## Ubicación
La torre se  ubica cerca de la 'piedra de Egberto', donde se dice que Alfredo el Grande, rey de Wessex, se reunió con los sajones en mayo de 878 antes de la importante Batalla de Edington (históricamente conocida como batalla de Ethandun), donde el ejército danés, dirigido por Guthrum el Viejo fue derrotado. Es el inicio del camino Leland, un sendero de 45 km que va desde la torre del rey Alfredo hasta Ham Hill Country Park.

## Historia
El proyecto para construir la torre fue concebido en 1762 por el banquero Henry Hoare II (1705-1785). La torre estaba también destinada a conmemorar el fin de la Guerra de los Siete Años contra Francia y el ascenso del rey Jorge III.
 
En 1765 Henry Flitcroft, un arquitecto palladiano, diseñó la torre. La construcción empezó en 1769 o principios de 1770, y fue completada en 1772 con un coste estimado de entre 5,000 y 6,000 libras. Es posible que haya habido algún retraso debido a la dificultad para obtener los ladrillos. Además de la función conmemorativa, la torre también estaba destinada a servir como un foco visual para los visitantes de la propiedad Stourhead. En abril de 1770, cuando la torre solo tenía 4,7 metros de altura, Hoare es citado diciendo: "Espero que se termine en tiempos tan felices para esta isla como cuando Alfredo terminó su vida de gloria. Entonces yo partiré en paz."
La torre resultó dañada en 1944 cuando un avión, irónicamente un Noorduyn Norseman, se estrelló contra ella, resultando en la muerte de sus cinco tripulantes y daños en los últimos diez metros. Fue designada como edificio catalogado de grado I en 1961. La torre fue restaurada en 1986, lo que incluyó el uso de un helicóptero Wessex para bajar unos 300 kilos de piedra a la parte superior. La estatua del rey Alfredo también fue restaurada por entonces, incluyendo la colocación de su antebrazo derecho desaparecido.

## Arquitectura

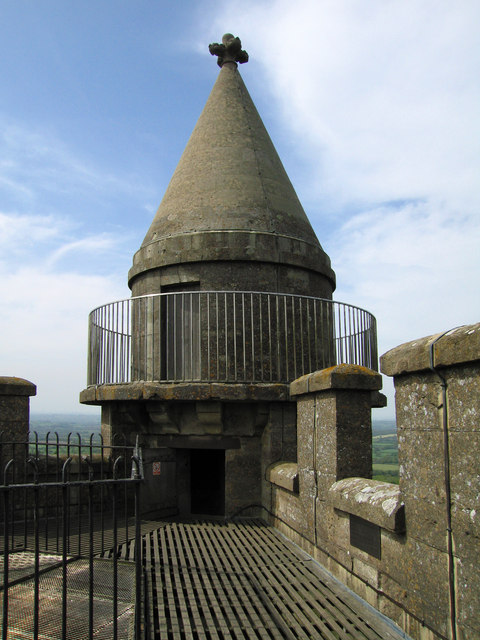
La torreta sobre la escalera-torre en la parte superior de la torre.

La torre triangular tiene más de 40 metros de altura con una circunferencia de 51 m. Cada una de las tres esquinas de la estructura triangular tiene una proyección redonda. El centro de la torre es hueco y para evitar que las aves entren en el espacio vacío una malla ha sido añadida a nivel del techo. A la plataforma de observación, que tiene un parapeto almenado y ofrece una amplia vista sobre el campo circundante, se accede por una escalera de caracol de 205 escalones en la esquina más alejada de la entrada.  La torre de ladrillo tiene añadidos de piedra de Chilmark y remata en un parapeto almenado .
La cara 'frontal' (la del sureste) de la torre tiene una puerta de entrada con una hornacina gótica sobre ella, con una estatua del rey Alfredo, y un panel de piedra con una inscripción (véase abajo). Esta es la cara  que la mayoría de visitantes ven primero cuando caminan desde los jardines de Stourhead o desde el aparcamiento cercano.

### Inscripción

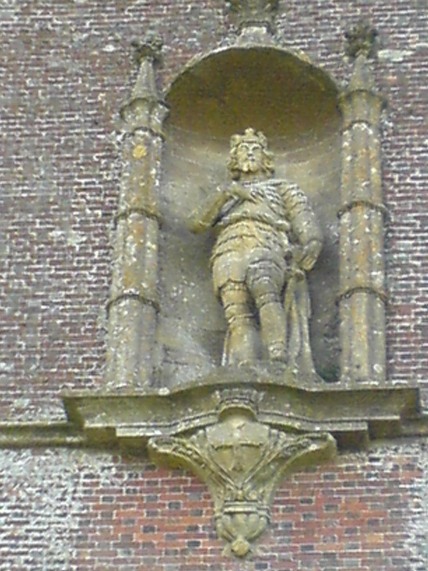
Estatua del rey Alfredo sobre la entrada.

Alrededor de la propiedad de Stourhead hay varias inscripciones. La de la torre fue redactada en 1762 e instalada en 1772. La tabla de piedra por encima de la puerta en la cara del este de la torre dice:
ALFREDO EL GRANDE

879 d. C. en esta cumbre

erigió su estandarte

contra los invasores daneses

A él le debemos el origen de los Jurados

el establecimiento de una milicia

la creación de una fuerza naval

ALFREDO la Luz de una época ignorante

era un filósofo y un cristiano

El Padre de su pueblo

El fundador de la 

MONARQUÍA y LIBERTAD inglesas

## En la cultura popular
La torre es mencionada en el poema de Thomas Hardy "Channel Firing", escrito en abril de 1914, como un lugar "tierra adentro".